# Округ Ворен (Њу Џерзи)
Ворен (енгл. Warren County) је округ у америчкој савезној држави Њу Џерзи.

## Демографија
По попису из 2010. године број становника је 108.692, што је 6.255 (6,1%) становника више него 2000. године.
| Група             | 2000.          | 2010.          |
| Белци             | 94.405 (92,2%) | 93.165 (85,7%) |
| Афроамериканци    | 1.914 (1,9%)   | 3.818 (3,5%)   |
| Азијати           | 1.242 (1,2%)   | 2.673 (2,5%)   |
| Хиспаноамериканци | 3.751 (3,7%)   | 7.659 (7,0%)   |
| Укупно            | 102.437        | 108.692        |